# Muhàmmad ibn Abu-Bakr az-Zuhrí
Muhàmmad ibn Abi-Bakr az-Zuhrí (àrab: محمد بن أبي بكر الزهري, Muḥammad b. Abī Bakr az-Zuhrī) (Granada, finals de la dècada de 1130 - entre 1154 i 1161) va ser un geògraf andalusí.
Va ser l'autor d'una obra notable, Kitab al-Jaghrafiyya (Llibre de Geografia), en la qual va utilitzar els escrits dels geògrafs del regnat del califa al-Mamun de Bagdad (m. en 456/1068).